# Kazimierz-Wielki-Universität Bydgoszcz
Die Kazimierz-Wielki-Universität in Bydgoszcz (poln. Uniwersytet Kazimierza Wielkiego w Bydgoszczy) entstand am 1. September 2005 aus der Akademia Bydgoska im. Kazimierza Wielkiego, die 1969 als Pädagogische Hochschule (poln. Wyższa Szkoła Pedagogiczna) gegründet wurde. Benannt ist die Universität nach dem polnischen König Kazimierz Wielki. Sie ist eine der jüngsten Universitäten in Polen.

## Organisation

### Kolegium I
- Fakultät für Philosophie
- Fakultät für Geschichte
- Fakultät für Sprachwissenschaft
- Fakultät für Literaturwissenschaft
- Fakultät für Kulturwissenschaften

### Kolegium II
- Fakultät für Musikpädagogik
- Fakultät für Erziehungswissenschaften
- Fakultät für Psychologie

### Kolegium III
- Fakultät für Physik
- Fakultät für Informatik
- Fakultät für Werkstofftechnik
- Fakultät für Sportwissenschaften
- Fakultät für Mechatronik
- Fakultät für Biowissenschaften
- Fakultät für Geowissenschaften
- Institut für Mathematik

### Kolegium IV
- Fakultät für Politikwissenschaft und Verwaltung
- Fakultät für Rechtswissenschaften und Wirtschaft
- Institut für Kommunikationswissenschaft und Medien

### Universitätsübergreifende Einrichtungen
- Bibliothek der Kazimierz-Wielki-Universität
- Zentrum für Technologietransfer und Innovation
- Zentrum für Revitalisierung von Wasserstraßen
- Zentrum für Psychologische Forschung
- Museum für Diplomatie und Polnische Flüchtlinge

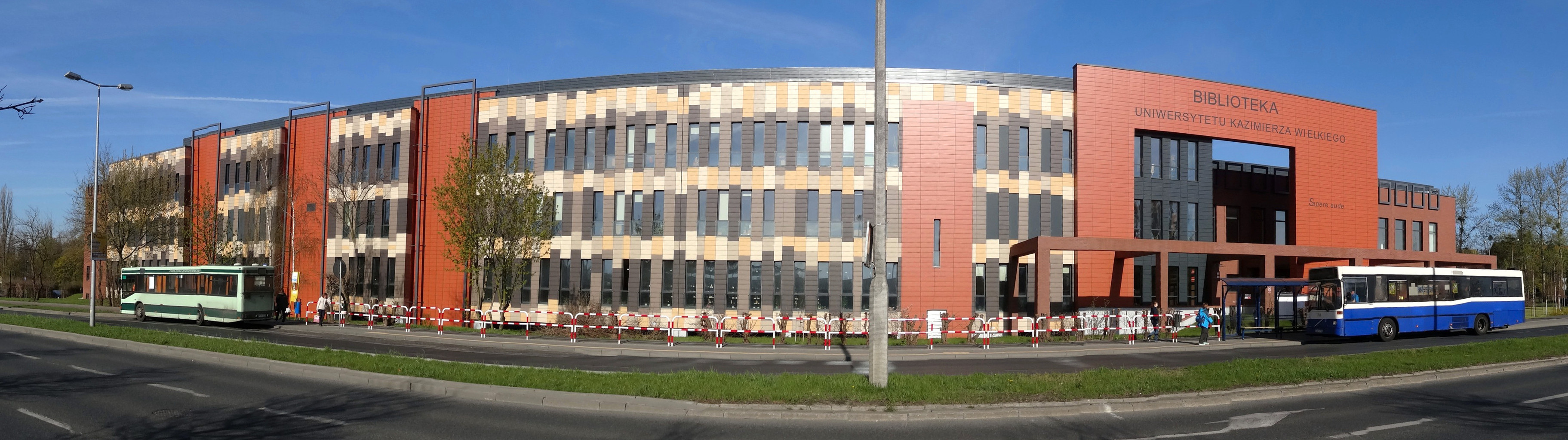
Hauptbibliothek der Universität

- Verlag